# Římskokatolická farnost Břidličná
Římskokatolická farnost Břidličná je územní společenství římských katolíků s farním kostelem sv. Tří králů v děkanátu Bruntál ostravsko-opavské diecéze.

## Území farnosti a sakrální stavby
Do farnosti náleží území těchto obcí:
- Břidličná
  - farní kostel sv. Tří králů (Zjevení Páně)
  - kostel Nejsvětější Trojice v místní části Albrechtice u Rýmařova
  - kaple sv. Antonína v místní části Vajglov